# The Stealers
The Stealers er en amerikansk stumfilm fra 1920 af Christy Cabanne.

## Medvirkende
- William H. Tooker som Rev. Robert Martin
- Robert Kenyon som Robert Martin (while a young man)
- Myrtle Morse som Mrs. Martin
- Norma Shearer som Julie Martin
- Ruth Dwyer som Mary Forrest
- Eugene Borden som Sam Gregory
- Jack Crosby som Raymond Pritchard
- Matthew Betz som Bert Robinson
- John B. O'Brien
- Downing Clarke som Major Wellington
- Walter Miller som Stephen Gregory